# إدغار لي
إدغار ميغيل لي (بالبرتغالية: Edgar Miguel Ié) -- ولد في 1 مايو 1994 م -- هو لاعب كرة قدم برتغالي يلعب لصالح نادي برشلونة بي الإسباني في مركز قلب الدفاع وايضًا مركز الظهير الأيمن .

## مسيرته
ولد في مدينة بيساو عاصمة غينيا بيساو ، وانضم لنادي سبورتنغ لشبونة البرتغالي للشباب في عام 2008 وكان عمره آنذاك 14 عامًا .. وفي صيف 2012 انتقل إلىبرشلونةالإسباني إلى جانب زميله ومواطنه اوغيستينهو سا .
بدأ إدغار اللعب لفريق برشلونة بي في دوري الدرجة الثانية الإسباني بالظهور لأول مرة في 8 ديسمبر 2012 ، في مباراة ضد إلتشه الإسباني وشارك لمدة 10 دقائق وانتهت بالتعادل 1-1 على ملعب برشلونة .
وظهر ميغيل في تشكلية برشلونة الأساسية في 3 ديسمبر 2014 بالتبديل مع جيريمي ماثيو ، ولعب 27 دقيقة وفاز الفريق بنتيجة 4-0 ضد إس دي هويسكا في دور 32 من كأس ملك إسبانيا 2014-15

## مسيرته الدولية
تم إستدعاء لي رسميًا ليمثل منتخب البرتغال لـبطولة أوروبا تحت 19 سنة لكرة القدم 2012 ولكنه لم يحضر للبطولة التي أقيمت في إستونيا بسبب الإصابة .

## حياته الشخصية
أخيه التوأم إديلينو لي وهو أيضًا لاعب كرة قدم في مركز لاعب الوسط ، وهو أيضًا لعب لفريق سبورتنغ لشبونة .

## إحصائيات الأندية
| نادي            | موسم            | الدوري | الدوري | كأس ملك إسبانيا | كأس ملك إسبانيا | اوروبا | اوروبا | أخرى | أخرى | المجموع | المجموع |
| نادي            | موسم            | لعب    | سجل    | لعب             | سجل             | لعب    | سجل    | لعب  | سجل  | لعب     | سجل     |
| --------------- | --------------- | ------ | ------ | --------------- | --------------- | ------ | ------ | ---- | ---- | ------- | ------- |
| برشلونة بي      | 2012–13         | 6      | 0      | —               | —               | —      | —      | —    | —    | 6       | 0       |
| برشلونة بي      | 2013–14         | 13     | 0      | —               | —               | —      | —      | —    | —    | 13      | 0       |
| برشلونة بي      | 2014–15         | 29     | 0      | —               | —               | —      | —      | —    | —    | 29      | 0       |
| برشلونة بي      | المجموع         | 48     | 0      | —               | —               | —      | —      | —    | —    | 48      | 0       |
| برشلونة         | 2014–15         | 0      | 0      | 1               | 0               | 0      | 0      | —    | —    | 1       | 0       |
| المجموع النهائي | المجموع النهائي | 48     | 0      | 1               | 0               | 0      | 0      | —    | —    | 49      | 0       |

## بطولات
برشلونة
- كأس ملك إسبانيا: 2014-15

## وصلات خارجية
- إدغار لي على موقع الاتحاد الدولي (مؤرشف)  (الإنجليزية)
- إدغار لي على موقع الاتحاد الأوربي (الإنجليزية)
- إدغار لي على موقع قاعدة بيانات كرة القدم.إي يو (الإنجليزية)
- إدغار لي على موقع ناشيونال فوتبول تيمز (الإنجليزية)
- إدغار لي على موقع Soccerway.com (الإنجليزية)
- إدغار لي على موقع عالم كرة القدم.نت (الإنجليزية)
- إدغار لي على موقع أوليمبيديا (الإنجليزية)
- إدغار لي على موقع AS.com (الإسبانية)
- FC Barcelona official profile
- BDFutbol profile
- Edgar Ié[وصلة مكسورة] at footballzz.co.uk
- Edgar Ié profile at ForaDeJogo